# سريساكيت سور رونجفيساي
سريساكيت سور رونجفيساي (بالتايلندية: ศรีสะเกษ ศ.รุ่งวิสัย)‏ مواليد 8 ديسمبر 1986 في محافظة سي سا كت، تايلاند، هو ملاكم محترف تايلندي.

## المسيرة الاحترافية
من نزالاته:
- خسر أمام كارلوس كوادراس بقرار فني (31-05-2014).

## إحصائيات
خاض خلال مسيرته 45 نزالا، فاز في 40 وتعادل في 1 وخسر في 4. فاز بالضربة القاضية في 37 نزالا.

## روابط خارجية
- سريساكيت سور رونجفيساي على موقع بوكس ريك (الإنجليزية) (registration required)